# Arena AufSchalke

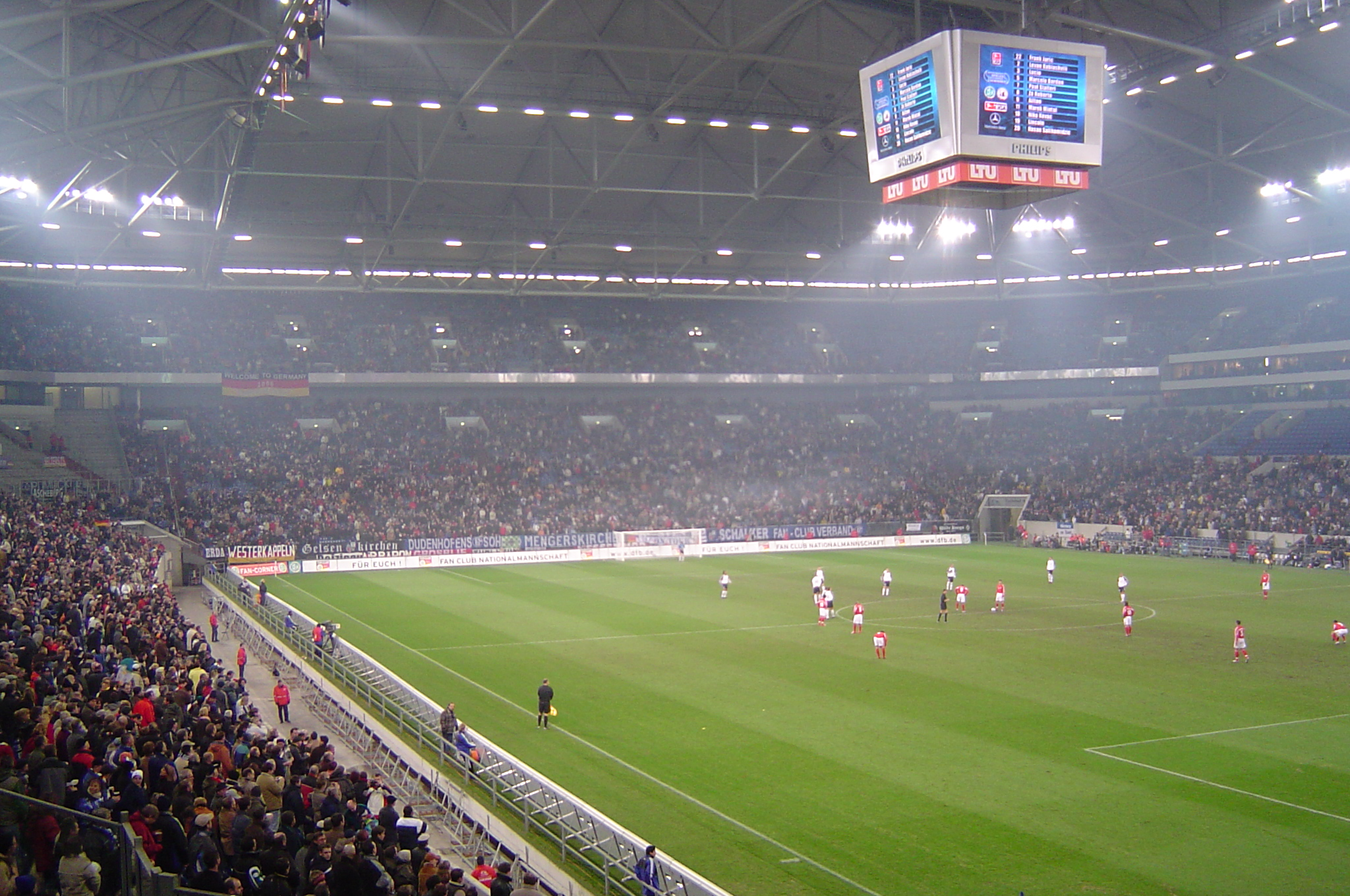
Quang cảnh bên trong

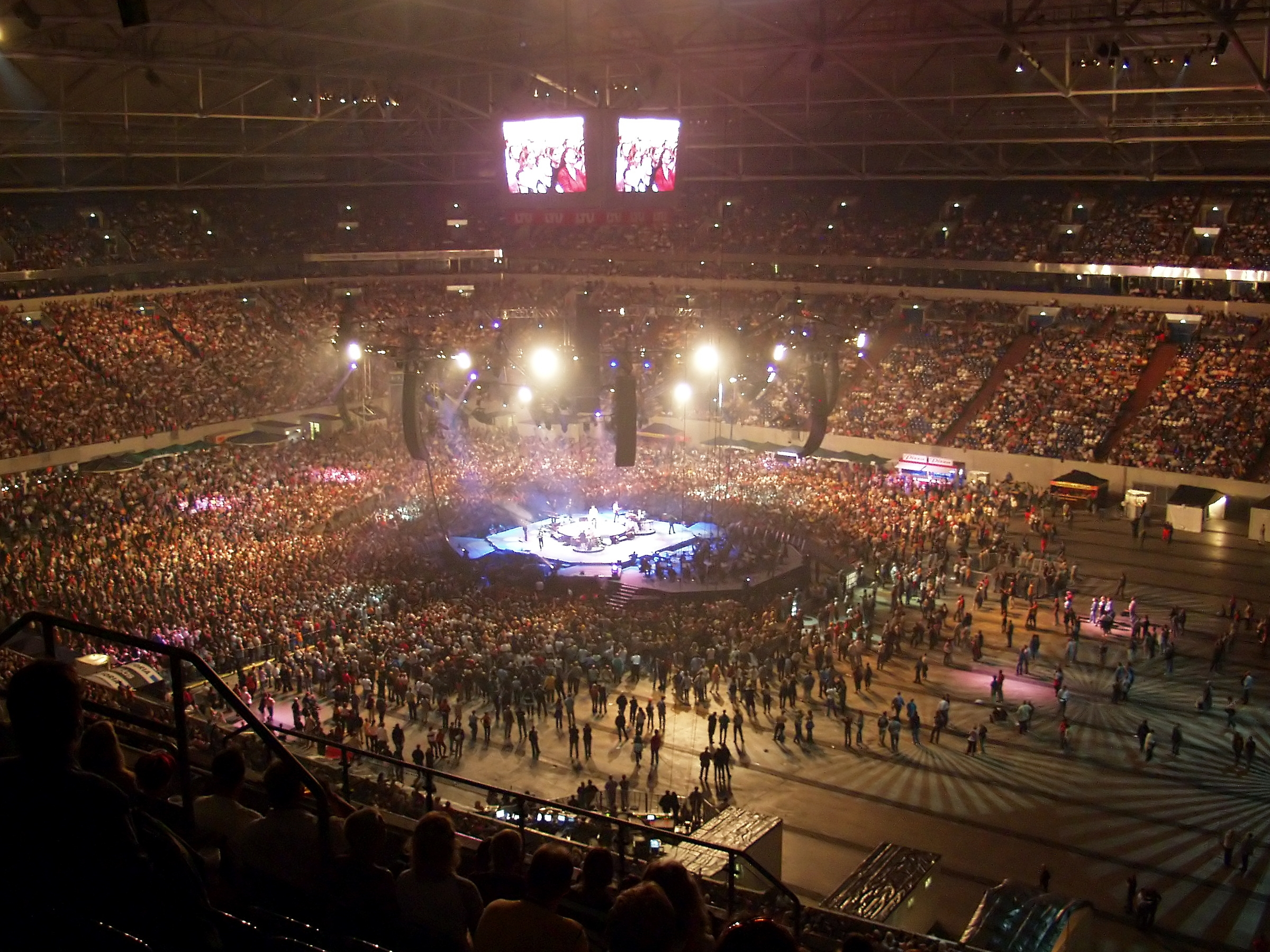
Veltins-Arena trong một buổi hòa nhạc của Pur

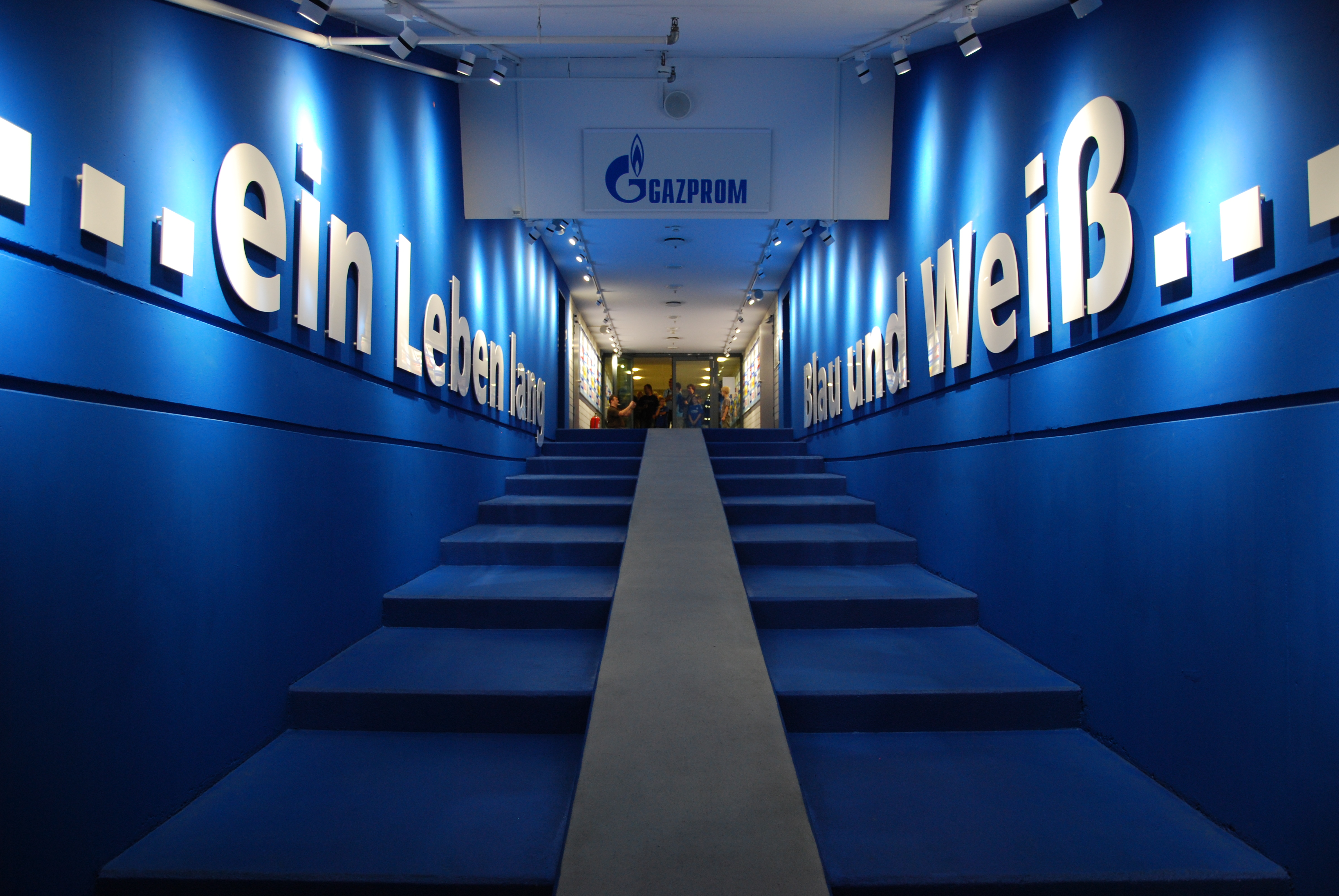
Đường hầm của các cầu thủ

Arena AufSchalke (phát âm tiếng Đức: [aˌʁeːna ʔaʊfˈʃalkə]), hiện được gọi là Veltins-Arena ([ˈfɛltɪnsʔaˌʁeːna]) vì lý do tài trợ, là một sân vận động bóng đá trong nhà ở Gelsenkirchen, Nordrhein-Westfalen, Đức. Sân được khánh thành vào ngày 13 tháng 8 năm 2001. Đây là sân nhà mới của câu lạc bộ Bundesliga FC Schalke 04.
Sân đã tổ chức trận chung kết UEFA Champions League 2004 và năm trận đấu tại Giải vô địch bóng đá thế giới 2006, bao gồm một trận tứ kết. Sân có sức chứa 62.271 người (đứng và ngồi) cho các trận đấu trong giải đấu quốc nội và 54.740 người (chỉ ngồi) cho các trận đấu quốc tế. Sân vận động có mái che có thể thu vào và mặt sân có thể thu vào. Quyền đặt tên cho sân vận động đã được bán vào ngày 1 tháng 7 năm 2005 cho nhà máy bia Đức Veltins.